# 玛格丽特·佩里
玛格丽特·佩里（法語：Marguerite Catherine Perey，1909年10月19日—1975年5月13日），法国物理学家，1939年，她发现了元素钫。她是玛丽·居里的学生。1962年，她成为法国科学院第一位女院士，一个她的老师玛丽失之交臂的荣誉。1975年，佩里死于癌症。